# Izaak Herman Reynders
Izaak Herman Reynders, nizozemski general, * 1879, † 1966.